# Логофет, Ликург
Ликург Логофет (греч. Λυκούργος Λογοθέτης, настоящее имя Георгиос Папломатас, греч. Γεώργιος Παπλωματάς; 10 февраля 1772, остров Самос — 1850, Афины) — деятель Освободительной войны Греции 1821—1829 годов, вождь революционного Самоса с 1810 по 1834 год.

## Биография
Ликург Логофет родился в 1772 году в городке Карловаси, на северном побережье острова Самос, в семье судовладельца.
Георгиос начал учёбу в школе на Самосе, но продолжил её в Константинополе, где жил его старший брат Александр.
После 5 лет пребывания в Константинополе, Георгий Папломатас уехал в Валахию, где служил секретарём при дворе Константина Ипсиланти, до его отстранения от правления Валахией и бегства в Россию. Покидая Валахию, Ипсиланти рекомендовал Георгия своему преемнику Суцосу, у которого Георгий остался служить в качестве первого казначея и второго логофета. Именно после этого периода его жизни слово Логофет закрепилось за ним в качестве фамилии. После того как и Суцос был отстранён от правления княжеством, Георгий вернулся в Константинополь в 1802 году, где представлял свой родной автономный Самос. По доносу в заговоре был заключён в турками в тюрьму в 1808 году и был сослан затем на Афон.

## Политическая борьба на Самосе
На самоуправляемом, согласно режиму привилегий, и не имеющем турецкого населения Самосе, политическая ситуация и приоритеты отличались от большинства греческих земель Османской империи. Самосцы были разделены на две политические партии: т. н. партию «Каликандзаров» (гр. Рождественские демоны), представлявшую знать и землевладельцев, и партию т. н. «Карманьолов» (от фр. Carmagnole, скорее всего в значении Гильотина), представлявшую торговцев и безземельных крестьян.
После Французской революции борьба обострилась и иногда заканчивалась военными столкновениями. В 1807 году карманьолы пришли к власти. Логофет вернулся на остров в 1810 году. На волне поражения Наполеона в 1812 году и утверждения в Европе «Священного союза», правление на Самосе перешло к «Каликандзарам», которые изгнали всех руководителей «Карманьолов» с острова.
Логофет уехал в Смирну. Здесь в 1819 году он вступил в тайное греческое революционное общество Филики Этерия, избрав себе псевдоним Ликург. Вместе с закрепившейся за ним после Валахии фамилии Логофет в дальнейшем он стал известным и остался в истории как Ликург Логофет.

## Греческая революция

Флаг революционного Самоса (1821—1830).

С началом революции на Пелопоннесе, «Каликандзары» не только не хотели принять в ней участие, но были готовы подавить любые революционные выступления. Руководство аристократической партии сформировало комитет из 12 человек, с целью предупредить революционное движение.
14 апреля 1821 года, 2 корабля острова Спеце встали в проливе между Самосом и малоазийским берегом. Через 3 дня, 17 апреля Константинос Лаханас, с несколькими «карманиолами», совершили налёт на дом богатого «каликандзара» и вырезали гостивших там турецких купцов. Немедленно «каликандзары» обратились к османским властям о незамедлительной присылке войск. Но 24 апреля, опередив прибытие войск, на острове высадился Ликург Логофет, вместе с апостолом Филики Этерии Димитросом Темелисом. Население острова встретило Ликурга Логофета как спасителя и провозгласило его политическим и военным вождём острова.
26 апреля весь Самос, насчитывавший 40 тыс. душ, все греки, был поднят на ноги. В отличие от Самоса, соседний Хиос уклонился от участия в восстании даже по прибытии кораблей восставшей Греции. Ликург Логофет организовал остров и военном и в политическом плане на демократических принципах и «внедрил политическую систему, в которой все власти исходят из народа».

## Первая оборона Самоса
Ликург Логофет организовал 4 «тысячи» (в каждой по 1140 офицеров и рядовых). Одновременно он приступил к строительству своего укреплённого штаба, который впоследствии получил имя «Крепость Ликурга».
3 июля 1821 года османский флот встал перед Самосом. Приказ командующего флотом Кара-Али о сдаче самиотов был отклонён Ликургом Логофетом. Восставшие имели только 5 маленьких орудий и, не имея возможности противостоять артиллерии османского флота, считали что следует отойти к горам. Ликург Логофет настоял принять бой на побережье и не допустить создания плацдарма. Восставшие отбили все попытки турок высадиться.
Кара- али запросил подкрепления из Малой Азии. Высланные 10 транспортов с регулярными и иррегулярными войсками были перехвачены своевременно подоспевшим греческим флотом.

## Хиос
Более 2 тыс. лет хиосцы играли видную роль в торговле Средиземноморья. Османы оставили хиосцам право почти полной автономии, поскольку хиосская торговля и плантации мастиковых деревьев, приносили им большие доходы. Велико было влияние космополитов-хиосцев и в самом Константинополе. Историки отмечают, что правящие классы острова не желали присоединиться к освободительной войне, боясь потерять своё благополучие
. Они подчёркивали, что Хиос расположен очень близко к Азии, местами до 2 миль, чтобы чувствовать себя в безопасности. К началу Революции остров населяли 120 тыс. человек, турок было 2 тыс.
Греция — страна маленькая, но география и история выпестовали различный характер у жителей разных областей и островов. Мягкие по характеру и более склонные к коммерции, хиосцы были далеки от воинственных жителей греческих вольниц Мани и Сули. Будучи мореходами, хиосцы отличались от своих соседей c острова Псара, с их полу-пиратскими традициями, но и от жителей Самоса, с его революционными традициями.
Первым из соседей, 10 апреля 1821 года, восстал остров Псара и начал военные действия на море и налёты на малоазийский берег. 26 апреля восстал Самос. 27 апреля 1821 года, греческий флот встал в бухте Паса, но старейшины Хиоса отказались присоединиться к восстанию и просили флот уйти, хотя на тот момент на острове было всего 500 османских солдат. Хиос продолжал оставаться целый год вне восстания.
В ноябре 1821 года Антонис Бурниас уроженец Хиоса, служивший в армии Наполеона во время похода в Египет появился в Триполи. Попросив приём у Димитрия Ипсиланти предстал перед ним и его адъютантом, французом максимом Рейбо. Бурниас предложил возглавить экспедицию на Хиос, но Ипсиланти решил, что для экспедиции нет сил и предпосылок и что предложение Бурниаса — авантюра. Бурниас покинул Триполи с пустыми руками, но идею не оставил и отправился на Самос.
Логофет поддержал Бурниаса. Он не признавал аргумента близости Хиоса к Азии: Самос был ещё ближе (местами в полумиле). Логофет не мог согласиться с тем, что прошёл год с начала восстания, а Хиос, с почти полностью греческим населением, не принял в нём участие.
10 марта 2500 самиотов высадились в бухте Лимонас на Хиосе. У них было несколько пушек с малым количеством ядер. На утро, 1500 турок вышли из крепости и попытались сбросить их в море, но самиоты одержали верх в бою и заперли их в крепость. Многие хиосцы примкнули к самосцам, но большинство населения не присоединилось к революции.
Когда самиоты вошли в город, то нашли большинство домов и магазинов запертыми: владельцы хотели показать туркам отсутствие вины с их стороны.
Первой акцией Логофета был роспуск аристократического совета старейшин. Затем он обратился за помощью к островам Псара, Идра и Спеце. Псара откликнулся, и на следующий день его флот патрулировал между Хиосом и Азией. Но Идра и Спеце ждали, пока правительство не покроет предыдущие расходы.
Тем временем, Бурниас не смирился с мыслью, что он, наполеоновский офицер и хиосец, должен подчиняться Логофету, назначил сам себя командующим и во всём противился самиотам.
Как только весть о восстании на Хиосе дошла до Константинополя, султан дал приказ воеводам Малой Азии собраться в Чешме. Отряды османов стекались напротив Хиоса, вместе с чернью, готовой участвовать в резне и грабеже. 24 марта из Константинополя вышел османский флот, во главе с капудан-пашой Кара-али: 34 фрегатов и бриги с войсками на борту. 30 марта османский флот появился у Хиоса. Флотилия псариотов препятствовала высадке турок из Чешме, но противостоять флоту не могла и отошла.
На Хиосе началась паника. Часть жителей ушла в сёла, другая осталась, считая что не провинилась. Первый шлюп с солдатами посланный Кара-али сел на мель, и самиоты перебили всех турок в нём. Кара-али начал обстрел города всеми орудиями флота. Одновременно выступили турки из крепости, но самиоты Логофета повернули их вспять. Вскоре началась высадка с кораблей и самиоты, забив свои оставшиеся без ядер пушки, начали отход.
Одновременно иррегулярные орды из Чешме начали высадку на острове. Приказ туркам был: «даровать жизнь только молодым, согласным принять ислам, старики исключаются».
В последовавшей резне из 120 тысяч жителей были убиты 30 тысяч и 48 тысяч проданы в рабство. Остальные бежали и были вывезены кораблями псариотов. Когда резня закончилась, на острове осталось только 1800 греков.
Логофет с самиотами отступил на запад Хиоса, сопровождая большую группу беженцев. Логофет и самиоты были спасены благодаря капитанам Канарису и Никодимосу.

## «Христос спас Самос»

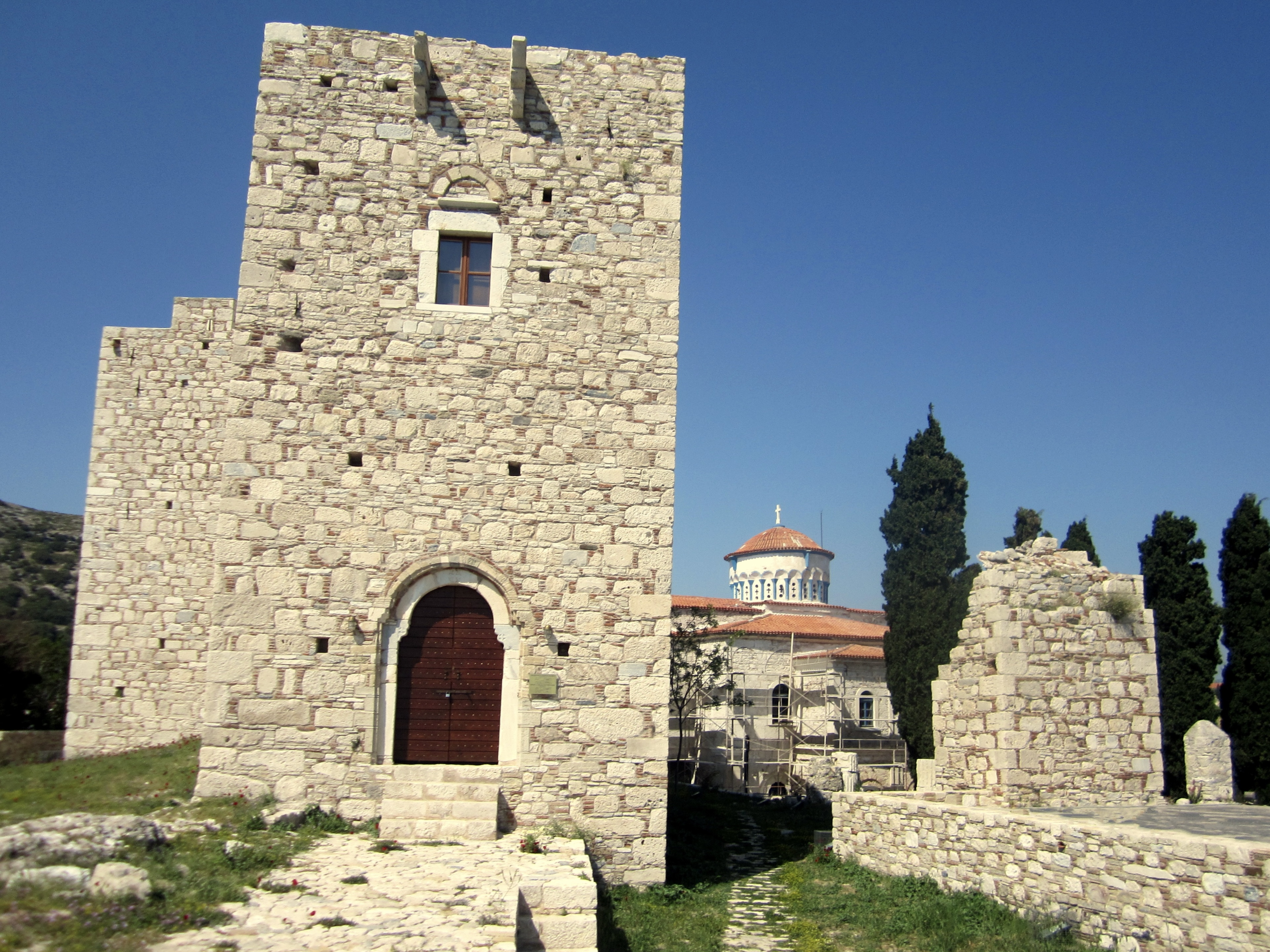
«Крепость Ликурга» и церковь Преображения Господня.

С 1821 по 1824 годы, Османская империя пыталась безуспешно подавить Греческую революцию. В 1824 году турецкий султан обратился за помощью к своему вассалу Мухамеду Али, правителю Египта, который располагал армией и флотом организованными наполеоновскими офицерами. К войне на море были привлечены также флоты Алжира, Туниса и Триполи.
27-29 мая 1824 года египетский флот разрушил остров Касос. Запоздавшая мобилизация греческого флота дала возможность османскому флоту блокировать Псара. После героической обороны псариотов туркам удалось высадиться на острове и подвергнуть резне население.
Турецкий флот готовился к высадке на Самос. Напротив Самоса, на малоазийском берегу, в предвкушении резни и грабежа подобной Хиосской, собрались до 60 тыс. человек иррегулярных отрядов и черни. Оплакав погибших и поселив семьи в крепости Монемвасия, псариоты стали готовить свои уцелевшие корабли. Флот псариотов, вышел к Самосу под командованием адмирала Апостолиса насчитывая 10 судов и 5 брандеров.
Флот острова Идра был разделён на две эскадры:
- Первая, насчитывающая 29 кораблей, пошла на юг, на перехват египетского флота.
- Вторая пошла к Самосу под командованием Сахтуриса имея в составе 21 корабль и 4 брандера[22].

Третьим к Самосу направился флот острова Спеце под командованием адмирала Г. Коландруцоса, насчитывая 15 кораблей и 2 брандера.
Жители Самоса отправили семьи в горы и под командованием Логофета заняли позиции на побережье, для отражения высадки турок. 29 июля самиоты отразили попытку турок высадиться на северном побережье острова, у городка Карловаси. 30 июля флот идриотов обнаружил турецкую флотилию западнее Самоса, между островами Фурни и Икария. Хотя высадка ожидалась с востока, флотилия шла с запада. Турецкая флотилия насчитывала 50 судов с солдатами. Турецкие суда были потоплены. Погибло 2 тысячи турецких солдат.
После этого флот идриотов прошёл вдоль северного берега острова и вошёл в пролив Микале, где на азиатской стороне 5 тысяч турок готовились к посадке на суда. При приближении греческого флота, турецкие суда ушли за мыс Святая Марина. 18 турецких фрегатов вошли в пролив, но после атаки греческих брандеров отошли.
1 августа Сахтурис пишет горькое письмо Логофету, не видя чтобы самиоты занимали позиции на берегах пролива: «Мы здесь не для того чтобы отведать ваш виноград, а чтобы защитить вас». 2 августа Логофет и митрополит Кирилл поднялись на борт флагмана, для согласования действий с флотом, и заверили Сахтуриса что Самос будет сражаться до конца.
4 августа 40 турецких кораблей вошли в пролив и начали обстрел греческих кораблей, крепости и позиций революционеров Логофета на Белом мысе, но вновь вышли из него после греческой атаки в которой отличился брандер Канариса.
5 августа турецкий флот вновь вошёл в пролив. На этот раз в течение трёх часов греческие брандеры уничтожили 3 линейных корабля, на которых помимо экипажей погибло 2 тыс. солдат. Турецкий флот бежал из пролива на юг.
Мобилизованный греческий флот не позволил османам высадиться на Самосе и устроить резню подобной той, что случилась на острове Хиос. В морском сражении возле острова Самос, длившемся с 30 июля по 5 августа 1824 года греческий флот одержал победу и вынудил османский флот уйти к Архипелагу Додеканес.

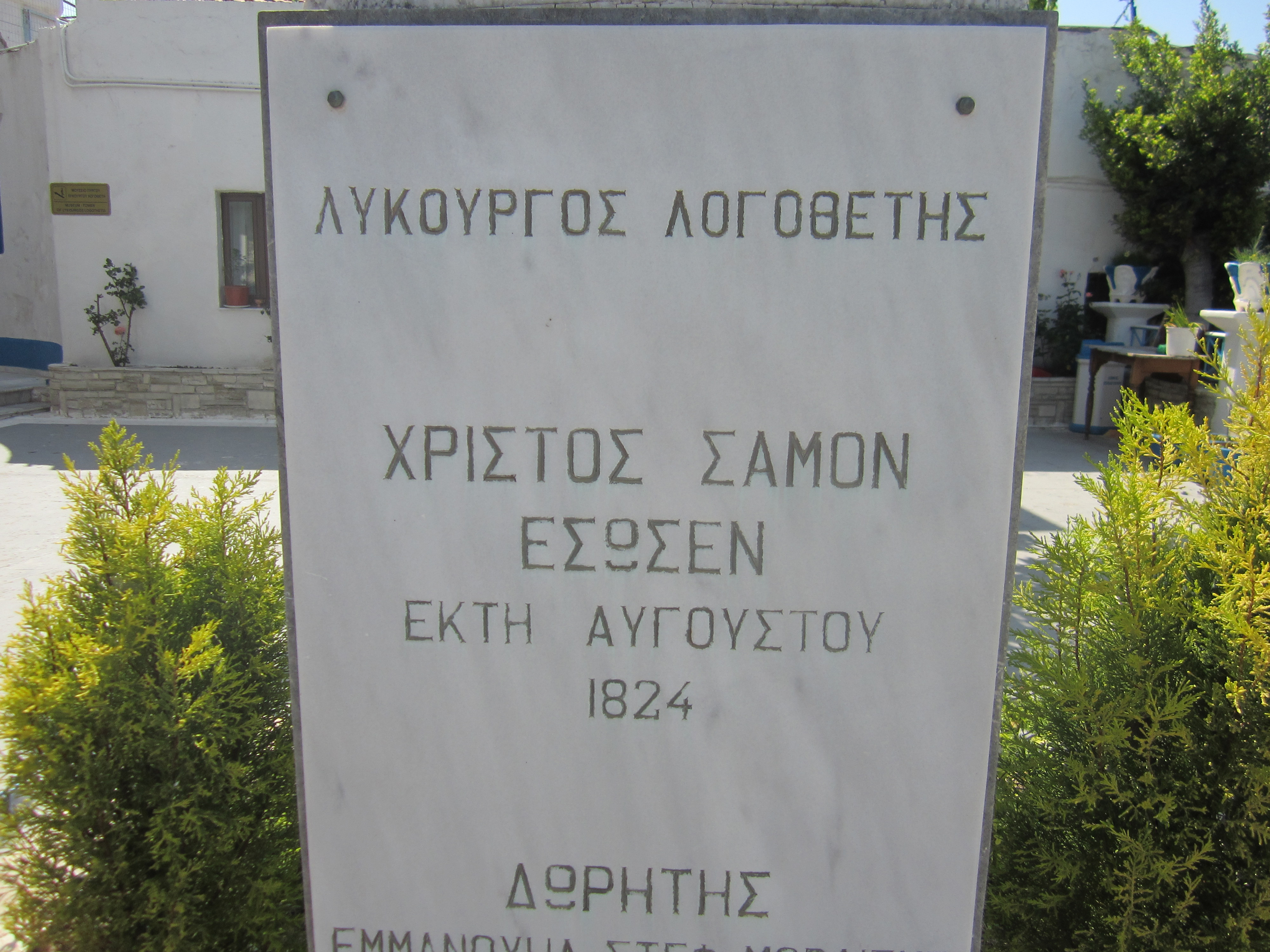
«Христос Самос спас». Шестое августа 1824 года — Надпись на постаменте памятнику Ликурга.

В ознаменование победы и спасения Самоса в день когда остров отмечал Преображение Господне (по юлианскому календарю) Логофет приказал выбить на мраморной плите в «Крепости Ликурга» в городке Пифагорион, надпись «Христос спас Самос» (греч. ΧΡΙΣΤΟΣ ΣΑΜΟΝ ΕΣΩΣΕ). С этого момента эта фраза окаймляла личную печать Логофета и печати официальных органов революционного Самоса. Впоследствии в ознаменование победы и спасения Самоса у «Крепости Ликурга» была возведена церковь Преображения Господня.

## Вторая победа
20 августа 1824 года между островами Патмос и Калимнос, встретились 1-я и 2-я эскадры Идры, 1-я и 2-я эскадры Спеце и флот Псара. Это было самое большое соединение флота с начала революции: 70 вооружённых кораблей, 5 тысяч моряков и 800 пушек.
Османский флот соединился на Додеканеских островах с флотами Египта, Алжира, Туниса и Триполи и насчитывал более 100 боевых кораблей. Согласно Жюрьену де ла Гравьеру, сюда следует добавить и 400 транспортов. На борту объединённого мусульманского флота было 8 тысяч моряков, 2 тысячи пушкарей и 16 тысяч солдат. Хосреф уяснил Ибрагиму, который возглавлял египетскую армию и флот, что целью экспедиции по-прежнему остаётся Самос — последний оплот греческой революции в восточной части Эгейского моря.
17 августа, Томбазис информировал, что османские флоты находятся у острова Кос. Совет адмиралов принял решение атаковать их между Кос и Галикарнасс (Бодрум). Командующий греческим флотом Миаулис Андреас-Вокос дал сигнал: флоту войти в пролив. Победу греческому флоту вновь подарили брандеры. Ночью греческий флот вышел из пролива и встал в заливе Геронтас на малоазийском побережье. Греческий флот оставался в заливе 2 дня, готовый перехватить турецкий флот, если тот направится к Самосу. 28 августа турецкие корабли вышли из Бодрума. Греческий флот встал под паруса, но турки, развернулись и ушли в Бодрум. Греческий флот находился у скал Гидиа. Было принято решение вернуться и снова встать в заливе Геронтас, но слабый ветер позволил встать в заливе только 15 кораблям. Среди них флагман Миаулиса. Остальной флот, включая все корабли острова Псара, встал на дальнем рейде.
29 августа в сражении с 86 османскими кораблями начавшемся при неблагориятных условиях для греков Греческий флот одержал победу, благодаря морским навыкам своих моряков и действиям адмирала псариотов Апостолиса. Были сожжены 2 турецких корабля, включая тунисский флагман, с которым погибли 500 моряков и 800 солдат. После этого турки потеряли дух и флагманы Хосрефа, Ибрагима, Измаил-Гибралтара и Алжира покинули сражение.
Миаулис писал: «Братья, мы дважды победили врага, но именно из-за этих побед, мы в опасности. Наши 3 острые сегодняшние необходимости это: продовольствие боеприпасы и брандеры…. Нам по-прежнему противостоят более 70 боевых кораблей. Мы нуждаемся в большом количестве брандеров».
Опасность для Самоса ещё не миновала. Греческий флот расположился между островками Липсо и Аркиус. 6 сентября появились 200 турецких кораблей идущих к Самосу. При минимальных запасах боеприпасов и без брандеров, Миаулис дал приказ отойти и встать перед Самосом. Ликург Логофет поднял для обороны побережья, кроме организованных им с 1821 года 4-х «тысяч» всё население острова.
К вечеру разразилась гроза. Турецкий флот оказался в открытом море и стал искать убежище. Турецкие корабли разбежались, многие вернулись в Бодрум. «Самос был спасён в очередной раз». 9 сентября Хосреф оставив Ибрагиму 15 лучших кораблей, скрылся в Дарданеллах, убегая от посланных Миаулисом вдогонку нескольких греческих кораблей.
Корабли Идры встали западнее Хиоса, а специоты и псариоты на разрушенном Псара. 22 сентября корабли Ибрагима показались севернее Чесмы. Миаулис боялся новой попытки турок высадиться на Самос и пошёл к нему, но не найдя турок у Самоса, прошёл проливом между Хиосом и Азией и обнаружил что турки идут к Лесбосу. 25 сентября Миаулис настиг турко-египетский флот и сжёг брандерами 2 турецких корабля. Флот Ибрагима был в панике, в результате которой многие корветы были выброшены на побережье Лесбоса. После этого сражения греческий флот вернулся к Самосу, а Ибрагим был вынужден вернуться в Кос.
Когда на Кос прибыли транспорты из Александрии с ещё 5 тысячами солдат, Ибрагим принял решение прекратить затею с Самосом и идти на Крит, а оттуда на Пелопоннес, который с самого начала был основной целью его экспедиции.

## Последующие годы
После Самосского сражения, Сражения при Геронтас и последующих сражениях при Лесбосе и Ираклионе, турки не предприняли попыток захватить Самос в течение оставшихся месяцев 1824 года и всего 1825 года. С другой стороны весь этот период был отмечен налётами самиотов на побережье Малой Азии.
В июле 1826 года Хосреф с 60 кораблями попытался неожиданно высадиться на Самосе. В течение 7 суток турки пытались высадить десант а самиоты отражали эти попытки.
14 июля подошёл греческий флот. Потерпев очередное поражение в проливе между Самосом и Малой Азией турецкий флот ушёл в Дарданеллы. Остров остался свободным до окончания войны. Андреас Калвос, один из крупнейших греческих поэтов начала 19-го века в своей «Оде Самосу» писал с восхищением о руководимых Ликургом Логофетом, самосских революционерах: «Свобода требует добродетели и с мелости»(греч. Θέλει αρετή και τόλμη η Ελευθερία).
В то же время Ликург Логофет был обвинён как виновник Хиосской трагедии, был вызван на Пелопоннес и пробыл несколько месяцев в тюрьме. При Каподистрии был реабилитирован и стал правителем нома Лакония. По решению «Великих держав» и в особенности Великобритании, пытавшейся ограничить территорию возрождающегося греческого государства, Самос остался вне его пределов.
Ликург Логофет вернулся на остров и возглавил т. н. Второй этап Самосской революции, известный как «Самосское государство». В 1834 году Самосу опять было отказано в воссоединении с Грецией, но остров получил статус автономии с номинальной властью султана. Ликург Логофет и тысяча его соратников были вынуждены покинуть остров и поселились на юге острова Эвбея, на болотистой земле предоставленной им греческим правительством. Ликург Логофет получил титулы Государственного советника и сенатора.
Умер Ликург Логофет в Афинах в мае 1850 года.

## Историки о Ликурге Логофете
Академик Дионисиос Коккинос, в своей многотомной «Истории Греческой революции», пишет что Ликург Логофет был бы более правильным выбором на место первого правителя Греции нежели Каподистрия.
Задолго до Коккиноса, историк и участник Освободительной войны Анастасиос Гудас написал по образцу Плутарха свои «Сравнительные жизнеописания», где поставил Ликурга рядом с Каподистрией